# STU48の瀬戸内の胸の内
『STU48の瀬戸内の胸の内』（エスティーユーフォーティーエイトのせとうちのむねのうち）は、兵庫エフエム放送（Kiss FM KOBE）で、2017年11月4日から2020年9月26日まで土曜日の昼に放送されていた、STU48のメンバーがレギュラー出演するラジオ番組。
ここではKiss FM KOBEで2020年10月1日から2022年4月28日まで放送されたミニ番組『STU48の瀬戸胸』（エスティーユーフォーティーエイトのせとむね）についても記載する。

## 概要
STU48メンバーの中から毎週2人と、サウンドクルーの珠久美穂子が出演し、瀬戸内にまつわるさまざまな企画にチャレンジしていく。また、STU48メンバーの近況や最新情報も伝えていく。
番組開始時から石田みなみ、磯貝花音、門脇実優菜、佐野遥、薮下楓の5人がレギュラー出演。2018年7月からは研究生の信濃宙花が不定期で出演していた。
佐野の卒業と薮下の一時活動休止に伴い、2019年5月（第79回以降）からはMCの珠久と石田みなみ、磯貝、門脇の中から1人がレギュラー出演し、STU48の中からゲストメンバーを迎えて番組を進行していた。また、神戸常盤大学の一社提供番組にもなった。
2020年3月21日（第125回）、SHOWROOMとのコラボ企画内で石田みなみ、門脇実優菜、薮下楓に加え、信濃宙花とSTU48 2期生の兵庫、大阪出身者である小島愛子、田口玲佳、田村菜月、南有梨菜がレギュラーメンバー（隔週交代）になることが発表された。
2020年4月18日（第129回）以降は、新型コロナウイルス感染防止のため、MCの珠久は兵庫県神戸市のスタジオ、STU48のメンバーは広島県からリモートで出演する形式となったが、2020年6月27日の放送（第139回）からは通常通りの形式に戻った。
2020年9月26日で「STU48の瀬戸内の胸の内」が終了して、10月1日から「STU48の瀬戸胸」が始まる。
2022年4月いっぱいで番組が終了することが、発表された。
番組略称、番組公式ハッシュ・タグは「#瀬戸胸」。

## 出演メンバー
全員STU48メンバー
| 放送期間   | 放送期間   | 月曜日                         | 火曜日                         | 水曜日                         | 木曜日                         |
| ---------- | ---------- | ------------------------------ | ------------------------------ | ------------------------------ | ------------------------------ |
| 2020.10.01 | 2021.08.05 | 薮下楓                         | 門脇実優菜                     | 石田みなみ                     | 信濃宙花                       |
| 2021.08.09 | 2021.10.21 | 信濃宙花                       | 門脇実優菜                     | 石田みなみ                     | 小島愛子 / 田口玲佳（隔週）    |
| 2021.10.25 | 2022.01.27 | 信濃宙花                       | 小島愛子                       | 石田みなみ                     | 田口玲佳                       |
| 2022.01.31 | 2022.04.21 | 信濃宙花                       | 小島愛子                       | 石田みなみ                     | 月替わりSP企画                 |
| 2022.04.25 | 2022.04.28 | 信濃宙花・小島愛子・石田みなみ | 信濃宙花・小島愛子・石田みなみ | 信濃宙花・小島愛子・石田みなみ | 信濃宙花・小島愛子・石田みなみ |

### 木曜日の月替わりメンバー
- 2月 石田みなみ・今村美月
- 3月 信濃宙花・中村舞
- 4月 小島愛子・川又あん奈

## STU48の瀬戸内の胸の内時代の週替わり出演メンバー
| 2017年                         | 2017年                 |
| 放送日                         | 出演メンバー           |
| ------------------------------ | ---------------------- |
| 第1回・第2回（11月4日、11日）  | 石田みなみ・薮下楓     |
| 第3回・第4回（11月18日、25日） | 門脇実優菜・佐野遥     |
| 第5回・第6回（12月2日、9日）   | 石田みなみ・門脇実優菜 |
| 第7回・第8回（12月16日、23日） | 磯貝花音・薮下楓       |
| 第9回（12月30日）              | 磯貝花音・佐野遥       |

| 2018年                                                              | 2018年                                                       |
| 放送日                                                              | 出演メンバー                                                 |
| ------------------------------------------------------------------- | ------------------------------------------------------------ |
| 第10回（1月6日）                                                    | 磯貝花音・佐野遥                                             |
| 第11回・第12回（1月13日、20日）                                     | 石田みなみ・佐野遥                                           |
| 第13回・第14回（1月27日、2月3日）                                   | 門脇実優菜・石田みなみ・薮下楓                               |
| 第15回・第16回（2月10日、17日）                                     | 磯貝花音・石田みなみ                                         |
| 第17回・第18回（2月24日、3月3日）                                   | 佐野遥・門脇実優菜                                           |
| 第19回・第20回・第21回（3月10日、17日、24日）                       | 磯貝花音・薮下楓                                             |
| 第22回（3月31日）                                                   | 石田みなみ・門脇実優菜（プラネタリウムイベントの模様を放送） |
| 第23回・第24回（4月7日、14日）                                      | 磯貝花音・佐野遥                                             |
| 第25回・第26回（4月21日、4月28日）                                  | 石田みなみ・佐野遥                                           |
| 第27回・第28回（5月5日、12日）                                      | 磯貝花音・佐野遥                                             |
| 第29回・第30回（5月19日、26日）                                     | 石田みなみ・薮下楓                                           |
| 第31回・第32回（6月2日、9日）                                       | 磯貝花音・門脇実優菜                                         |
| 第33回・第34回（6月16日、23日）                                     | 石田みなみ・佐野遥                                           |
| 第35回・第36回（6月30日、7日）                                      | 石田みなみ・薮下楓                                           |
| 第37回・第38回・第39回・第40回（7月14日、7月21日、7月28日、8月4日） | 佐野遥・信濃宙花                                             |
| 第41回・第42回（8月11日、18日）                                     | 石田みなみ・薮下楓                                           |
| 第43回・第44回（8月25日、9月1日）                                   | 磯貝花音・薮下楓（公開収録の模様も放送）                     |
| 第45回・第46回（9月8日、15日）                                      | 磯貝花音・佐野遥                                             |
| 第47回・第48回（9月22日、29日）                                     | 門脇実優菜・薮下楓                                           |
| 第49回・第50回（10月6日、13日）                                     | 佐野遥・信濃宙花                                             |
| 第51回・第52回（10月20日、27日）                                    | 磯貝花音・門脇実優菜                                         |
| 第53回・第54回（11月3日、10日）                                     | 石田みなみ・門脇実優菜                                       |
| 第55回・第56回（11月17日、24日）                                    | 磯貝花音・佐野遥                                             |
| 第57回・第58回（12月1日、12月8日）                                  | 門脇実優菜、薮下楓                                           |
| 第59回・第60回（12月15日、12月22日）                                | 石田みなみ、磯貝花音                                         |
| 第61回（12月29日）                                                  | 佐野遥、信濃宙花                                             |

| 2019年                                                              | 2019年                                         |
| 放送日                                                              | 出演メンバー                                   |
| ------------------------------------------------------------------- | ---------------------------------------------- |
| 第62回（1月5日）                                                    | 佐野遥、信濃宙花                               |
| 第63回・第64回（1月12日、1月19日）                                  | 門脇実優菜、薮下楓                             |
| 第65回・第66回（1月26日、2月2日）                                   | 門脇実優菜、佐野遥                             |
| 第67回・第68回（2月9日、2月16日）                                   | 石田みなみ、薮下楓                             |
| 第69回・第70回（2月23日、3月2日）                                   | 石田みなみ、門脇実優菜（公開収録の模様も放送） |
| 第71回・第72回、第73回、第74回（3月9日、3月16日、3月23日、3月30日） | 門脇実優菜、薮下楓                             |
| 第75回・第76回（4月6日、4月13日）                                   | 佐野遥、薮下楓                                 |
| 第77回・第78回（4月20日、4月27日）                                  | 石田みなみ、薮下楓                             |
| 第79回・第80回（5月4日、5月11日）                                   | 石田みなみ、矢野帆夏                           |
| 第81回・第82回（5月18日、5月25日）                                  | 石田みなみ、門田桃奈                           |
| 第83回・第84回（6月1日、6月8日）                                    | 磯貝花音、石田千穂                             |
| 第85回・第86回（6月15日、6月22日）                                  | 門脇実優菜、岩田陽菜                           |
| 第87回・第88回（6月29日、7月6日）                                   | 磯貝花音、石田千穂                             |
| 第89回・第90回（7月13日、7月20日）                                  | 門脇実優菜、峯吉愛梨沙                         |
| 第91回・第92回（7月27日、8月3日）                                   | 石田みなみ、今村美月                           |
| 第93回・第94回（8月10日、8月17日）                                  | 磯貝花音、兵頭葵                               |
| 第95回・第96回（8月24日、8月31日）                                  | 門脇実優菜、大谷満理奈                         |
| 第97回・第98回（9月7日、9月14日）                                   | 石田みなみ、中村舞                             |
| 第99回・第100回（9月21日、9月28日）                                 | 門脇実優菜、沖侑果                             |
| 第101回・第102回（10月5日、10月12日）                               | 薮下楓、新谷野々花                             |
| 第103回・第104回（10月19日、10月26日）                              | 石田みなみ、谷口茉妃菜                         |
| 第105回・第106回（11月2日、11月9日）                                | 薮下楓、福田朱里                               |
| 第107回・第108回（11月16日、11月23日）                              | 門脇実優菜、三島遥香                           |
| 第109回・第110回（11月30日、12月7日）                               | 石田みなみ、田中皓子                           |
| 第111回・第112回（12月14日、12月21日）                              | 門脇実優菜、信濃宙花                           |
| 第113回（12月28日）                                                 | 薮下楓、沖侑果（公開収録の模様も放送）         |

| 2020年                               | 2020年                                 |
| 放送日                               | 出演メンバー                           |
| ------------------------------------ | -------------------------------------- |
| 第114回（1月4日）                    | 薮下楓、沖侑果（公開収録の模様も放送） |
| 第115回、第116回（1月11日、1月18日） | 磯貝花音、藤原あずさ                   |
| 第117回、第118回（1月25日、2月1日）  | 門脇実優菜、森下舞羽                   |
| 第119回、第120回（2月8日、2月15日）  | 磯貝花音、新谷野々花                   |
| 第121回、第122回（2月22日、2月29日） | 磯貝花音、新谷野々花                   |
| 第123回、第124回（3月7日、3月14日）  | 石田みなみ、峯吉愛梨沙                 |
| 第125回、第126回（3月21日、3月28日） | 門脇実優菜、甲斐心愛                   |
| 第127回、第128回（4月4日、4月11日）  | 薮下楓、兵頭葵                         |
| 第129回、第130回（4月18日、4月25日） | 石田みなみ 、瀧野由美子                |
| 第131回、第132回（5月2日、5月9日）   | 薮下楓、信濃宙花                       |
| 第133回、第134回（5月16日、5月23日） | 門脇実優菜、今村美月                   |
| 第135回、第136回（5月30日、6月6日）  | 石田みなみ、小島愛子                   |
| 第137回、第138回（6月13日、6月20日） | 薮下楓、南有梨菜                       |
| 第139回、第140回（6月27日、7月4日）  | 石田みなみ、門脇実優菜                 |
| 第141回、第142回（7月11日、7月18日） | 石田みなみ、信濃宙花                   |
| 第143回、第144回（7月25日、8月1日）  | 門脇実優菜、田村菜月                   |
| 第145回、第146回（8月8日、8月15日）  | 石田みなみ、田口玲佳                   |
| 第147回、第148回（8月22日、8月29日） | 薮下楓、小島愛子                       |
| 第149回、第150回（9月5日、9月12日）  | 信濃宙花、南有梨菜                     |

## 番組コーナー

### STU48の瀬戸内の胸の内時代の最後のコーナー
帰ってきた 瀬戸内すごろく
瀬戸内の駅をすごろくに見立て、サイコロを振って出た目に従い、STU48のメンバーがその地域の紹介をする。Kiss FM KOBEに最寄りの駅である元町駅をスタートとし、山陽本線を西に進んでいる。一度ゴールしたが、好評につき継続された。
STU調査隊
テーマを設け、神戸の街で調査した結果を報告するコーナー。
瀬戸内のあれこれを絵と言葉でざっくり説明するコーナー
瀬戸内の名物などについてメンバーが言葉で説明したり、絵に描いて披露するコーナー。
無謀な英語を伝えることができるのかゲーム
お題がどういうものか珠久が英語で伝え、メンバーがお題を当てるゲームコーナー。
ドレミの歌ゲーム
前の人に振られたドレミの歌のフレーズを正しく歌うゲームコーナー。
STU48的三大○○
テーマに沿った三大○○をメンバーと珠久が発表していくコーナー。
セレクトソング
毎週、STU48の当番メンバーがセレクトした曲を紹介するコーナー。
受験生応援企画
受験シーズンにおこなっているコーナー。受験生のメッセージを読んで応援したり、神戸北野天満神社で合格祈願を行う。
このほか、季節によって特別企画をおこなったり、STU48へのメッセージやお悩み等も募集している。

### かつてのコーナー
瀬戸内ストーリーズ
毎週、STU48の当番メンバーが瀬戸内の港町の魅力を朗読で紹介するコーナー。
瀬戸内方言ラボ
瀬戸内の方言、ローカルルールについて学んでいくコーナー。
ラジオドラマ 瀬戸内ストーリーズ
STU48の楽曲に絡めたラジオドラマをメンバー・珠久が演じるコーナー。
瀬戸内しりとり
瀬戸内のグルメをかけて、番組オリジナルのしりとりで対決するコーナー。激ムズ版として復活したこともあった。
瀬戸内3色ワルツ
最初の人が瀬戸内にまつわるものを言い、次の人がその色を答える。それを繰り返していくゲームコーナー。
瀬戸内7県連想ゲーム
瀬戸内7県の名前を次の人に振り、そこから連想される名物を言って繋いでいくゲームコーナー。
珠久美穂子が挑戦!アイドル的模範解答
MCの珠久がアイドルならこういう時こう答えるといった模範を学ぶコーナー。
あなたはナニモノ? そうです私は○○です
ヒントから出題者が何になりきっているか当てるコーナー。

## ロケ企画
| ロケ企画 | ロケ企画       | ロケ企画                                                                 | ロケ企画                                                          |
| 放送回   | 放送日         | ロケ地                                                                   | 特別ゲスト                                                        |
| -------- | -------------- | ------------------------------------------------------------------------ | ----------------------------------------------------------------- |
| 第22回   | 2018年3月31日  | 兵庫県神戸市                                                             |                                                                   |
| 第25回   | 2018年4月21日  | RCCラジオの局内（STU48アライアンス企画）                                 | ボールボーイ佐竹（『STU48のちりめんパーティー』のパーソナリティ） |
| 第26回   | 2018年4月28日  | 広島ホームテレビの局内                                                   | 大重麻衣                                                          |
| 第59回   | 2018年12月15日 | 六甲山                                                                   |                                                                   |
| 第60回   | 2018年12月22日 | 六甲山                                                                   |                                                                   |
| 第91回   | 2019年7月27日  | 神戸港中突堤・神戸メリケンパークオリエンタルホテル「ビューバススイート」 |                                                                   |
| 第92回   | 2019年8月3日   | 神戸港中突堤・神戸メリケンパークオリエンタルホテル「ビューバススイート」 |                                                                   |

## イベント
- STU48の瀬戸内の胸の内 PRESENTS プラネタリウムイベント in バンドー神戸青少年科学館（2018年3月20日）[67][68]

会場：バンドー神戸青少年科学館（神戸市立青少年科学館）
出演：石田みなみ・門脇実優菜
声の出演：磯貝花音・佐野遥・薮下楓
- 「STU48の瀬戸内の胸の内」公開収録（2019年2月10日）[69]

会場：山陽自動車道・三木サービスエリア（上り）
出演：石田みなみ、門脇実優菜、珠久美穂子
- NEXCO西日本ウインターイルミネーション2019-2020 三木サービスエリア(上り線) × Kiss FM KOBE Winter Illumination Wonderland「STU48の瀬戸内の胸の内」公開収録（2019年12月21日）[70]

会場：山陽自動車道・三木サービスエリア（上り）
出演：薮下楓、沖侑果、珠久美穂子

## エピソード
- 2018年1月27日に神戸ハーバーランドで行われた「暗闇」発売記念イベントで公開収録したタイトルコールが第14回（2018年2月3日放送）より番組冒頭で使われている[19]。
- 第125回（2020年3月21日放送）はSHOWROOMとのコラボ企画「STU48の瀬戸内の胸の内の内」を放送と同時に生配信した[71]。